# Anastacia
Anastacia, all'anagrafe Anastacia Lyn Newkirk (Chicago, 17 settembre 1968), è una cantautrice, compositrice e produttrice discografica statunitense.
Tra gli artisti di maggior successo di sempre nella storia della discografia mondiale, dal suo esordio ha pubblicato otto album e due raccolte vendendo oltre 50 milioni di dischi in tutto il mondo, collezionando in totale 227 dischi tra oro e platino. Dotata di una voce tra le più potenti e facilmente riconoscibili, grazie al suo timbro è stata definita «la bianca dalla voce nera» e per via della sua piccola statura è conosciuta nel mondo come «la piccola donna dalla voce grande». Anastacia definisce il proprio stile musicale "sprock", intendendo una fusione di soul, pop e rock. Il settore discografico considera il suo stile senza eguali.
Ha molto successo in Europa, Oceania, Asia, Africa e Sud America, mentre negli Stati Uniti, il suo paese natale, ha ottenuto un successo minore. Nel 2009 riceve il World Artist Award ai Women's World Awards come artista che ha influenzato il mondo con la sua musica.

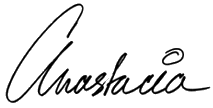
Firma di Anastacia

Anastacia ha iniziato la sua carriera nel 1983 come ballerina, facendo apparizioni regolari in Club MTV fino al 1992. Nel 1990 inizia la sua carriera musicale come corista. Nel 2000 pubblica I'm Outta Love, il suo primo singolo, con cui raggiunge in poco tempo la vetta delle classifiche di tutto il mondo e anticipa l'uscita dell'album d'esordio Not That Kind. L'anno successivo esce Freak of Nature, il secondo album, contenente le hit internazionali Paid My Dues, One Day in Your Life e Why'd You Lie to Me. Nel 2004 pubblica l'album Anastacia, anticipato dal singolo Left Outside Alone rimasto per 15 settimane al numero uno di tutte le classifiche europee. Nel 2005 pubblica il Greatest Hits Pieces of a Dream, lanciato dall'omonimo singolo.
Cambia casa discografica e ritorna nel 2008 con Heavy Rotation, che in un sondaggio della rivista musicale americana Billboard si aggiudica il decimo posto tra i migliori album del 2008. Nel 2012, a 4 anni di distanza dall'ultimo album, pubblica un album di cover rock maschili chiamato It's a Man's World. Nel 2014, dopo 6 anni dall'ultimo album di inediti, pubblica Resurrection, che raggiunge la vetta di diversi paesi e sancisce il ritorno di Anastacia allo "sprock". Il primo singolo estratto è stato Stupid Little Things. Nel 2015 pubblica una seconda raccolta, Ultimate Collection, trainata dai singoli Take This Chance ed Army of Me. Il 16 dicembre 2016 esce il suo primo album live, A 4 App, sulla piattaforma musicale Pledge Music. Nel 2017 pubblica il suo settimo album in studio, Evolution. Nel 2023 pubblica Our Songs, album di cover di canzoni tedesche reinterpretate in inglese, top 10 in Austria, Germania e Svizzera.
Anastacia non ha mai nascosto le sue battaglie personali con le gravi malattie che hanno rallentato la sua carriera, tra cui la malattia di Crohn e la tachicardia sopraventricolare. Nel corso della sua vita ha sconfitto due tumori al seno, uno nel 2003 e uno nel 2013. A quest'ultimo riesce a sopravvivere grazie ad una doppia mastectomia che la porta a subire altre dieci operazioni e cinque procedure ambulatoriali per riacquistare femminilità. Per il suo impegno e la sua dedizione nel campo della prevenzione, Anastacia è diventata la seconda donna al mondo ad aver ricevuto l'Humanitarian Award ai GQ Men Of The Year Awards nel 2013, prima di lei solamente Annie Lennox.

## Biografia

### 1968-1982: l'infanzia e l'adolescenza
Nasce a Chicago, Illinois, nel 1968. Seconda di tre figli, cresce in una famiglia di artisti: la madre Diane Hurley è un'attrice di Broadway di origini irlandesi e il padre Robert Newkirk, affetto da disturbo bipolare, di origini tedesche, è stato un cantante che si esibiva nei locali della East Coast. La passione della madre per la letteratura russa la porta a chiamare la figlia "Anastacia" (dal greco "Anàstasis" che significa "colei che nascerà ancora" ovvero "resurrezione").
La sua infanzia ha un inizio difficile: il padre abbandona la famiglia e divorzia dalla moglie quando Anastacia aveva sette anni. A tredici anni scopre di essere affetta dalla malattia di Crohn, patologia cronica autoimmune che colpisce l'apparato digerente, in particolare l'intestino, e la costringe a subire un'operazione in cui i chirurghi le rimuovono parte dell'intestino lasciandole una grande cicatrice sull'addome. Dopo l'operazione è costretta in sedia a rotelle per alcuni mesi e successivamente impara a camminare di nuovo. Nonostante l'invasiva operazione chirurgica, deve fare i conti con questa malattia ogni giorno della vita. I medici le dissero che la situazione avrebbe potuto influenzare la sua fertilità. In seguito ha rilasciato interviste al riguardo: «La mia malattia mi ha cambiata in molti modi. Influisce su tutto, dalla mia salute al mio lavoro, alle mie relazioni. Ciò che è vista come una maledizione da alcuni, è un dono per me, perché mi ha aiutata a scoprire chi sono realmente.».
A quindici anni, con la madre, la sorella e il fratello affetto da autismo, si trasferisce a New York nella West Side di Manhattan in un piccolo appartamento con una sola camera da letto. La madre è scritturata per un musical a Broadway ma poco dopo è costretta ad abbandonare la sua carriera per seguire accuratamente il disturbo del figlio. Anastacia ha commentato:
«Sono cresciuta in una casa di artisti. Io e mia madre trascorrevamo la sera ascoltando tutte le canzoni di Elton John e Barbra Streisand e durante il giorno seguivo gli spostamenti di Diane in tutti i teatri di Broadway. Guardando quei volti con i miei occhi di adolescente vedevo solo gente stanca e disillusa dalla vita. Erano sostanzialmente tristi o, almeno, così mi sembravano. E all'inizio questa lugubre sensazione infranse ogni mio desiderio d'intraprendere una carriera artistica.»
Compagna di classe di River Phoenix, Christian Slater, Ricki Lake e Malcolm-Jamal Warner che la invita al ballo di fine anno, si diploma alla Professional Children School di Manhattan. I suoi vocalizzi e la sua voce fuori dal comune le valgono il soprannome di Freak of Nature (letteralmente "scherzo della natura", che diventerà il titolo del suo secondo album) datole dalla stessa Diane.
Da bambina, affascinata dai fossili e dalle ossa, sviluppa un interesse per l'archeologia; successivamente, avvicinatasi alla psicologia, valuta una carriera come terapista per bambini e soltanto in seguito matura una passione per la musica, da lei definita la sua «terza scelta». Prima di conoscere il successo lavora come insegnante di aerobica, poi come segretaria in diversi uffici, parrucchiera, commessa in un negozio di abbigliamento, cassiera, cameriera in un ristorante e impiegata presso una pasticceria.
A diciannove anni un produttore le dice che è troppo formosa per entrare nel business musicale: l'artista si sottopone ad una dieta a base di frutta e verdura, estremamente ricca di fibre che in poco tempo affliggono l'apparato digerente della cantante, causandole una grave ricaduta della malattia di Crohn. Anastacia è di nuovo ricoverata in ospedale, dove per tre settimane è alimentata attraverso un tubo inserito direttamente in una delle grosse vene del suo petto. Le vengono iniettate alte dosi di steroidi e gli effetti collaterali sono devastanti: perdita di capelli, acne, aumento di peso e gonfiore.

### 1983-1997: i primi passi
Nel 1983 inizia la sua carriera come ballerina nel club newyorkese "1018", che frequenta assiduamente con la sorella, dove scopre la musica house e la danza freestyle. Nel 1990 inizia la sua carriera musicale come cantante ai matrimoni e corista per la pop star Tiffany nell'album New Inside. Nel 1991 danza nel videoclip della canzone My Fallen Angel del performer domenicano Coro. Prima del successo di Coro, i due sono stati legati sentimentalmente per circa un anno e mezzo. La relazione termina quando la cantautrice rifiuta la proposta di matrimonio del performer, che successivamente dichiara la sua omosessualità. Lo stesso anno viene scelta da Steven Spielberg per cantare al suo matrimonio con l'attrice Kate Capshaw. In contemporanea a tutte queste attività, nelle ore notturne, inizia a esibirsi nei nightclub e casinò insieme a delle band.
Arnold Schwarzenegger la ingaggia per cantare alla festa per il suo compleanno e le fa cantare sette volte la stessa canzone del gruppo musicale statunitense En Vogue. Nel 1992 guadagna prominenza apparendo nello show di D.L. Hughley, dove si esibisce cantando il brano Get Here di Oleta Adams.
Nel 1993 insieme a David Morales fonda il The Bad Yard Club, un insieme di artisti tra produttori, musicisti e cantanti disposti a creare musica. Anastacia registra il brano Forever Luv per l'album The Program.
Le case discografiche esitano a farle firmare un contratto, sia perché non sanno come trattare una ragazza bianca con la voce "nera", sia perché ella non si piega al volere dei produttori che le vogliono far cantare musica pop o hip hop per motivi commerciali: «Mi dicevano come mi dovevo vestire, come mi dovevo muovere, cosa dovevo pensare. La reazione di chi mi incontrava dopo aver ascoltato il provino era fantastica, tutti si aspettavano di avere davanti una ragazza di colore, e invece arrivavo io, piccolina, bianca e con gli occhiali. Non volevo altro che essere me stessa, cantare con la mia voce e vestire come volevo.» I produttori trovano la sua voce inusuale e secondo loro non rientra in nessuna categoria musicale.
Nonostante i rifiuti delle case discografiche, Anastacia continua per la sua strada. Nel 1994 canta come corista per Jamie Foxx nel suo album di debutto Peep This, e nel 1995 per Paula Abdul nel suo terzo album in studio Head over Heels. Dal 1997 diventa una componente della cover band funk/reggae/jazz/r&b The Kraze, ne fa parte fino al 1999. Sempre nel 1997 è una componente del coro gospel di Kurt Carr chiamato The Kurt Carr Singers dove lei è l'unica cantante bianca e successivamente duetta con il compositore cubano Omar Sosa nelle canzoni Mi Negra, tu bombón e Tienes Un Solo inserite nell'album Spirit of the Roots. Nello stesso anno trova lavoro come receptionist nel salone di bellezza di Jose Ebert a Beverly Hills dal quale viene licenziata pochi mesi dopo per il suo carattere troppo espansivo e la sua voce troppo invadente.
Poco dopo firma un contratto con clausola di esclusività per far parte di un gruppo musicale al femminile con altre tre ragazze, tra cui Michelle Visage. Il progetto non funziona e Anastacia rimane bloccata dalla clausola contrattuale.

### 1998-2000: l'esordio e il successo mondiale conNot That Kind
L'anno fortunato è il 1998, quando la sua manager Lisa Braudé la spinge a presentarsi a The Cut, un programma di MTV per la ricerca di nuovi talenti condotto da Lisa Lopes. Partecipano 160 artisti giudicati da personalità come Pete Rock, David Foster e Faith Evans. Anastacia canta la sua canzone Not That Kind e arriva seconda.
La sua esibizione provoca reazioni importanti: Elton John la elogia e tra i due nasce un'amicizia, Michael Jackson rimane colpito dalla sua voce e le telefona per complimentarsi, incitandola a proseguire la sua carriera. Le chiede di poter duettare insieme e le propone di firmare un contratto con la sua casa discografica MJJ Music. I due diventano amici anche se Anastacia decide di non accettare le sue proposte.
Dopo il programma, incontra i presidenti di tutte le major americane. Tommy Mottola utilizza la sua posizione per far decadere il precedente contratto a cui Anastacia era vincolata. Nel marzo 1999 firma un contratto discografico con la Daylight Records (controllata dalla Epic e dalla Sony), gestita da David Massey.
Un team di autori e produttori di primo livello, personalità illustri della scena del pop (Sam Watters, Louis Biancaniello, Ric Wake, Evan Rogers, Carl Sturken e Ray Ruffin) affianca la cantante per la creazione del suo primo album, che viene pubblicato il 16 giugno 2000, intitolato Not That Kind. Il primo singolo, I'm Outta Love, viene pubblicato il 29 febbraio 2000, ottiene un successo planetario trascinando sulla vetta delle classifiche anche l'album d'esordio. Immediatamente il brano si posiziona al primo posto nelle classifiche di mezzo mondo, negli Stati Uniti esordisce alla seconda posizione nella top 10 della Billboard "Hot Dance Club Play".
La sua voce viene paragonata a quelle di Tina Turner e Aretha Franklin. Molti pensano di star ascoltando la voce di una grassa donna nera, ma all'uscita del videoclip del singolo rimangono colpiti in quanto "avevano davanti a loro una minuta ragazza bianca e bionda". Il consigliere delegato della Epic Records Jorg Hacker rivela: «Quando ho sentito per la prima volta I'm Outta Love ho pensato 'Wow, un'altra brava artista nera' poi mi hanno detto che si trattava di una donna bianca, e non riuscivo a crederci». Anastacia in un'intervista per Billboard parla del successo del brano: «È ancora sbalorditivo per me rendersi conto che cosa è diventato universalmente, perché non era mio intento. La mia unica sensazione era quella di voler scrivere una canzone come It's Raining Men o I Will Survive, una di quelle che ti fa muovere e ti rende felice.».
Tra il 2000 e il 2001 vengono estratti altri tre singoli dall'album: Not That Kind, Cowboys & Kisses e Made for Lovin' You. L'album ottiene il quintuplo disco di platino in Germania, il triplo disco di platino in Australia, Nuova Zelanda, Regno Unito, Paesi Bassi e Svizzera, il doppio disco di platino in Francia, il disco di platino in Brasile, Austria, Slovenia, Belgio (Vallonia), Belgio (Fiandre), Danimarca, Norvegia e il disco d'oro in Indonesia, Finlandia, Spagna e Svezia. In tutto il mondo riesce a vendere oltre cinque milioni di copie solo nell'anno di pubblicazione, e altri undici milioni nei quattro anni successivi. Il successo la porta a intraprendere un tour promozionale negli stadi e parchi di tutto il mondo. L'album esce anche negli Stati Uniti il 27 marzo 2001 ma, nonostante il riscontro del singolo I'm Outta Love, Anastacia non ottiene un grande successo nel suo paese d'origine, vendendo circa 300 000 copie.
Nel giro di pochi mesi diventa famosa in tutto il mondo grazie alla sua voce potente che non corrisponde al suo aspetto e alla sua musica Funk/Dance/R&B.
Massey dichiara la svolta della Daylight/Epic con l'entrata di Anastacia nella casa discografica.
Il 21 ottobre del 2000, a New York, duetta con Elton John al Madison Square Garden. Sul palco cantano Saturday Night's Alright for Fighting.

### 2001-2002:Freak of Nature
Nel 2001 partecipa, duettando con il tenore italiano Luciano Pavarotti in I Ask of You, all'ottava edizione dell'evento musicale benefico Pavarotti & Friends, svoltosi il 29 maggio per sostenere le popolazioni dell'Afghanistan. Successivamente, in diverse interviste racconta l'esperienza: «Ha cantato una mia canzone, proprio accanto a me. Credo sia stata l'esperienza più intensa di tutta la mia vita. Di fronte a tanta bravura però, ho iniziato ad avere dei dubbi sulla mia voce e lui mi ha detto che la mia voce non avrebbe mai potuto sbagliare.»
Nel 2001, grazie alle vendite del proprio album d'esordio e del singolo I'm Outta Love, vince nella categoria World's Best Selling New Female Pop Artist un World Music Award e un MTV Europe Music Award nella categoria Best Pop. Nello stesso anno si esibisce al concerto per il Premio Nobel per la pace, presentato da Meryl Streep e Liam Neeson, cantando Let It Be con Paul McCartney e altre importanti personalità della musica.
Il 26 novembre 2001 pubblica il suo secondo album Freak of Nature, di grande successo anche grazie ai singoli Paid My Dues e One Day in Your Life che diventano delle hit a livello mondiale e le fanno vendere oltre cinque milioni di copie nell'anno d'uscita dell'album e altri undici fino al 2015. L'album raggiunge la top ten di quindici paesi e la ventisettesima posizione della Billboard 200. In seguito escono anche i singoli Why'd You Lie to Me e You'll Never Be Alone che ottengono un discreto successo in Europa. Il 20 febbraio del 2002 si esibisce ai BRIT Awards duettando con i Jamiroquai con la hit di Donna Summer Bad Girls.
Anastacia inizia la promozione dell'album creando disordini nelle città visitate a causa della vasta quantità di persone accorsa a vederla. Si esibisce a Sydney sulla baia Darling Harbour, presa d'assalto da oltre 5,000 ammiratori. Canta quattro canzoni del suo repertorio. Il 3 aprile visita l'Highpoint Shopping Centre di Melbourne reso inagibile da più di 4,000 persone in attesa della cantante. Il 5 aprile visita il Queen Street Mall di Brisbane bloccato da 6,000 ammiratori.
Nello stesso anno, la FIFA incarica la cantante di ideare la colonna sonora dei Mondiali di Calcio FIFA 2002 Corea - Giappone e nell'estate dello stesso anno esce il singolo Boom, scritto da Anastacia e Glen Ballard che diventa l'inno ufficiale dell'evento. Joseph Blatter aggiunge al riguardo: «Sono convinto che questa canzone, eseguita da una delle icone femminili della musica del nostro tempo, creerà legami affettivi tra le squadre, i tifosi e la FIFA World Cup». Anastacia esegue il brano nell'intervallo della finale tra Brasile e Germania all'International Stadium di Yokohama in Giappone.
Il 23 maggio 2002, nell'MGM Grand Las Vegas, partecipa a Divas di Las Vegas insieme a Mary J. Blige, Céline Dion, Shakira, Cher e le Dixie Chicks. Lo show è presentato da Ellen DeGeneres e trasmesso in diretta sul canale americano VH1. Nella serata le cantanti ripropongono canzoni celebri di autori internazionali. Anastacia, si esibisce con One Day in Your Life, Jailhouse Rock di Elvis Presley e duetta con Céline Dion in You Shook Me All Night Long (cover dell'omonima canzone degli AC/DC). Sempre nel 2002, appare nel The Royal Variety Show dove si esibisce con One Day in Your Life. Nello stesso periodo registra una pubblicità con Cyndi Lauper per la bevanda Dr Pepper.
Professionisti del calibro di Jonathan Marx e Emma Banche sono incaricati alla progettazione del primo tour dell'artista su scala mondiale dopo due anni e mezzo di carriera pubblica.

### 2003: il cancro al seno
Nel 2003, in vista del suo tour mondiale che avrebbe toccato Giappone, Europa, Australia, Nuova Zelanda e Americhe, decide di sottoporsi a una mastoplastica riduttiva a causa del peso del seno che influiva su due ernie discali nel collo, dopo i controlli scopre di avere un cancro al seno sinistro.
Viene costretta ad affrontare la sua malattia in pubblico. Appena due giorni dopo aver scoperto il cancro, la notizia trapela e in poco tempo fa il giro del mondo. La cantante si assenta dal panorama musicale per curarsi. Anastacia ha sempre sostenuto di aver avuto tutte le intenzioni di fare pubblica la malattia, ma solamente quando l'avesse ritenuto necessario per contribuire ad aumentare la consapevolezza nelle donne.
Nonostante la diagnosi, porta a termine l'impegno preso in precedenza per registrare la colonna sonora del film Chicago, vincitore di sei premi Oscar, tre Golden Globe e altri premi internazionali. La canzone si intitola Love Is a Crime e la cantante, fisicamente provata dagli antidolorifici post biopsia, riesce comunque a girarne il video la settimana prima dall'operazione. Il brano esordisce alla prima posizione della Billboard "Club Play Chart". Tuttavia il video non verrà mai pubblicato, in segno di rispetto per la difficile situazione che l'artista stava vivendo. Dopo le riprese, i dottori scoprono che il cancro è avanzato di stadio e si sta espandendo velocemente. Il 10 febbraio viene operata d'urgenza di lumpectomia, operazione durata sette ore per asportare le cellule tumorali. Nei mesi successivi si sottopone a sei settimane di radioterapia. Durante la riabilitazione la sua voce si indebolisce, impedendole di registrare. Con il passare dei mesi ritrova la giusta concentrazione per dedicarsi alla scrittura, anche se i suoi riflessi rallentati la portano ad avere due incidenti stradali. Successivamente crea la The Anastacia Fund, la sua fondazione nata per dare maggiore consapevolezza del cancro al seno tra le donne giovani.
Il 29 novembre 2003 torna sulla scena musicale come protagonista del 46664 Nelson Mandela AIDS Day Concert cantando con i Queen e gli U2. Insieme a Brian May e David A. Stewart scrive Amandla (parola xhosa e zulu che significa "Forza"), la colonna sonora dell'evento organizzato da Nelson Mandela. Il concerto si è svolto al Green Point Stadium a Città del Capo, Sudafrica.

### 2004:Anastaciae ilLive at Last Tour

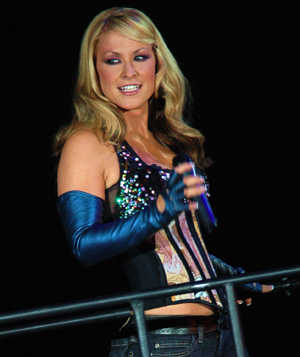
Anastacia durante la tappa del Live at Last Tour 2004 alla Stockholm Globe Arena di Stoccolma, Svezia

Nel settembre 2003 si trasferisce a Los Angeles dove inizia a dare vita al sul terzo album, lavorando con produttori del calibro di Glen Ballard, Dallas Austin e Dave Stewart. L'album intitolato semplicemente Anastacia, contiene due tracce in memoria della malattia: Where Do I Belong e Heavy on My Heart registrata anche in lingua francese con il titolo Trop Lourd dans Mon Coeur. Viene pubblicato il 29 marzo del 2004 e giunge alla vetta delle classifiche mondiali vendendo 6 milioni di copie nei primi nove mesi d'uscita. Si posiziona alla numero uno in Australia, Austria, Belgio, Danimarca, Paesi Bassi, Germania, Norvegia, Polonia, Spagna, Svezia, Svizzera, Regno Unito e altri paesi europei.
La Sony Music di fronte al successo commenta: «Album come questo sono molto rari, trascendono qualsiasi spiegazione. La musica è avvincente, coinvolgente o addirittura epocale, ma la costante sincerità e i sentimenti toccanti che fanno da finestra all'anima dell'artista, sono ciò che lo distinguono da tutti gli altri».
Quest'album sancisce la nascita di un nuovo stile che riassume il suo genere musicale, un mix tra soul, pop e rock che la cantante ribattezzerà "sprock". Il primo singolo, pubblicato a marzo, è Left Outside Alone. Ha un grande successo in tutto il mondo e raggiunge la vetta delle classifiche di diversi Paesi europei e non, tra cui Australia, Austria, Finlandia, Italia, Spagna e Svizzera. Diventa una delle canzoni più di successo del 2004, complessivamente rimane per quindici settimane consecutive al primo posto nella classifica europea delle canzoni più vendute e 323 settimane in altre posizioni.
Successivamente escono i singoli Sick and Tired, che replica il successo del precedente, Welcome to My Truth, e la ballata Heavy on My Heart, i cui profitti sono stati devoluti alla The Anastacia Fund.
Il video del terzo singolo Welcome to My Truth, ma soprattutto la canzone Left Outside Alone, sono dedicati al difficile rapporto con il padre, che ha abbandonato la famiglia quando Anastacia era ancora piccola.
Diventa rapidamente il suo album di maggior successo fino a oggi ma a differenza dei suoi primi due lavori, quest'ultimo non viene distribuito in patria, pur avendo programmato tre date di pubblicazione. Invece, il singolo Left Outside Alone, fa una sporadica apparizione nella classifica americana Adult Contemporary, mentre il remix della canzone, raggiunge la quinta posizione della classifica Hot Dance Club Play.
Nel giugno 2004 l'azienda Apple pubblica a livello mondiale l'iTunes Store e i brani dell'artista sono quelli più venduti durante la prima settimana di attività dello store.
Il 25 settembre 2004 parte da Rotterdam il tour promozionale dedicato all'album, il Live at Last Tour che tiene impegnata la cantante fino al 6 aprile 2005.

### 2005-2007: l'Encore Toure il primo Greatest Hits
A causa del grande interesse per lo spettacolo, il Live at Last Tour tour viene esteso e rinominato Encore Tour (in italiano bis) che la tiene impegnata fino al 14 agosto 2005. Complessivamente vende in tutta Europa oltre 800.000 biglietti. Il 4 novembre 2005 pubblica la sua prima raccolta di successi, Pieces of a Dream, in cui sono raccolti tutti i suoi successi più quattro inediti.

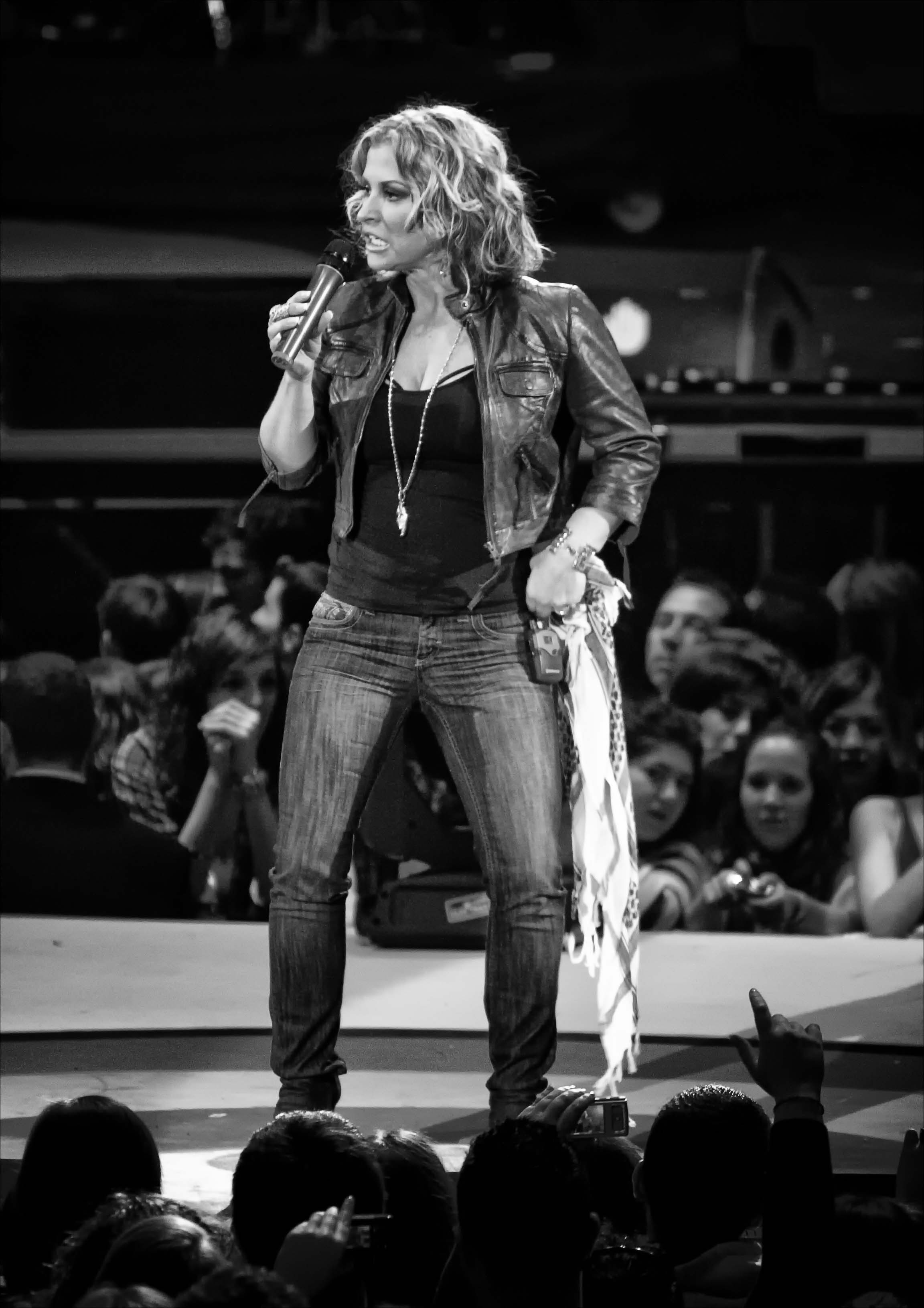
Anastacia agli NRJ Music Awards 2008, a Cannes, Francia

Il primo singolo dell'album prende il nome da quest'ultimo, Pieces of a Dream, e raggiunge la vetta di molti paesi. Il secondo brano estratto è il duetto con Eros Ramazzotti I Belong to You (Il ritmo della passione) (registrata anche in lingua spagnola). La canzone diventa un grande successo, raggiunge la vetta di molte classifiche europee, tra cui l'Italia, la Svizzera, la Germania e l'Ungheria. Il brano viene accolto positivamente dalla critica e dal pubblico. Viene definita una delle più belle ballate d'amore di sempre, la BBC commenta riguardo Anastacia: "La canzone rivela un lato setoso della voce di Anastacia che si contraddistingue dalla forte tonalità che conosciamo, e con un tipo di eccesso polmonare da far vergognare anche Céline Dion" Nel Greatest Hits è presente anche un duetto con Ben Moody, Everything Burns, colonna sonora del film I Fantastici 4 per la regia di Tim Story e distribuito dalla 20th Century Fox.
Il 17 febbraio 2006, in occasione dei XX Giochi olimpici invernali di Torino, Anastacia si esibisce in concerto al Medals Plaza, registrando il tutto esaurito e guadagnandosi il primo posto nel record di vendite. Dopo di lei Whitney Houston e Lou Reed. Il 27 marzo del 2006 viene stampato il DVD del Live at Last Tour, chiamato Live at Last. Contiene le riprese effettuate tra il 24 e il 26 ottobre del 2004 al Velodrom di Berlino e all'Olympiahalle a Monaco di Baviera, dei video extra di alcune sue canzoni e un documentario del tour. Il 4 giugno del 2006 è in concerto al Rock in Rio.
Alla fine del 2007 inizia ad avere delle forti palpitazioni che credeva fossero attacchi di panico, ma presto le viene diagnosticata una tachicardia sopraventricolare. Non riuscendo a gestire lo sbalzo del cuore, in svariate occasioni perde i sensi dietro le quinte. Rifiuta la chirurgia a cuore aperto e sceglie di sottoporsi a vita ad un trattamento per monitorare la malattia. Sempre in questo periodo lascia la sua casa discografica e firma un contratto con la Mercury Records della Universal Music Group, terminando il rapporto lavorativo con la Sony BMG durato dieci anni. Durante un'intervista allo show inglese "This Morning", parla di questa sua scelta, dicendo che la chiave del cambiamento è stato il trasferimento del suo storico manager David Massey dalla Sony BMG alla Mercury Records.

### 2008-2011:Heavy Rotatione le collaborazioni

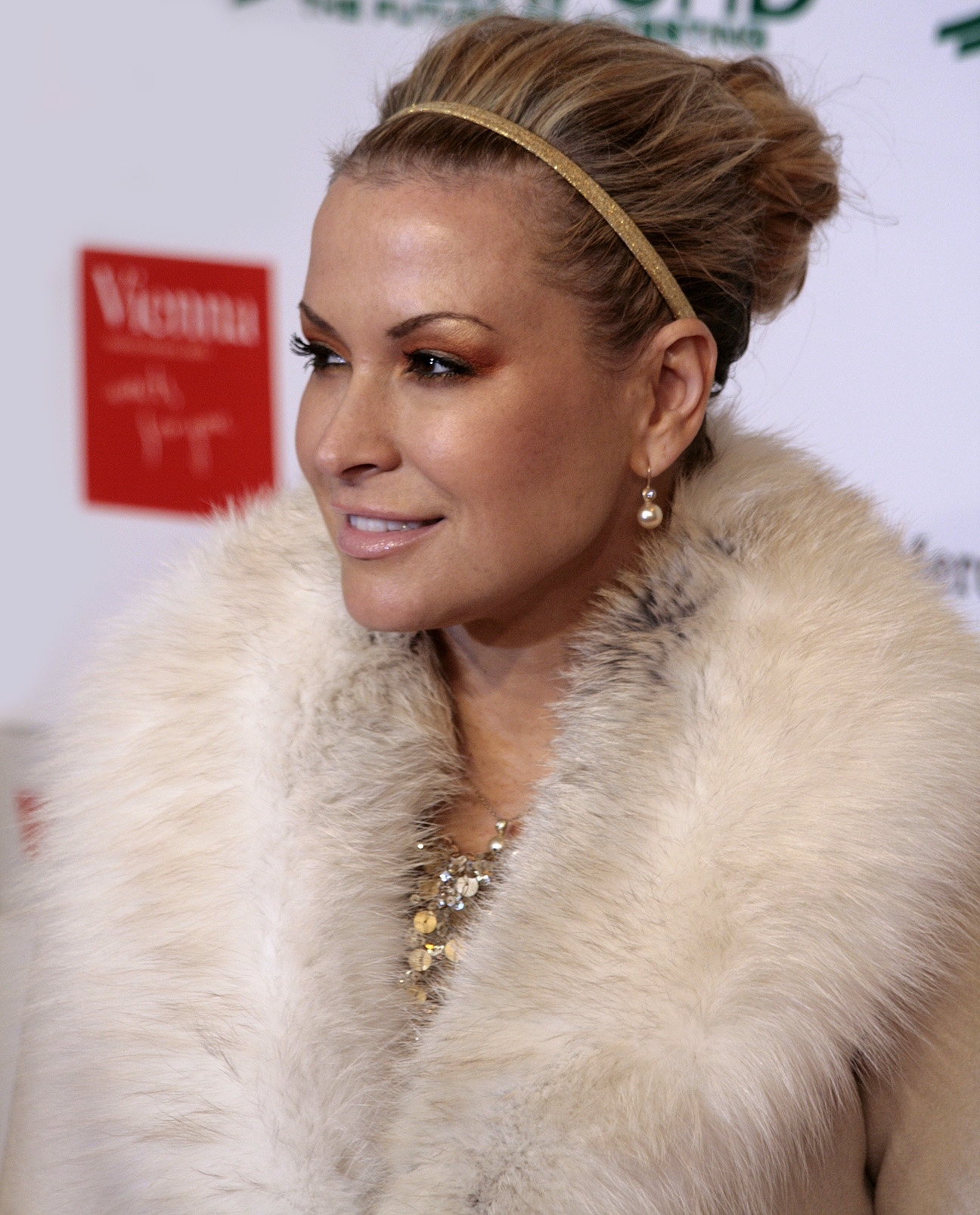
Anastacia sul red carpet dei Women's World Awards 2009 a Vienna, Austria.

Nella primavera del 2008 iniziano le registrazioni del quarto album in studio, Heavy Rotation, in collaborazione con artisti come Ne-Yo, The Heavyweights, Lester Mendez, JR Rotem e Rodney Jerkins, lavoro che giunge a termine nel mese di agosto. Il 29 agosto viene pubblicato il primo singolo I Can Feel You, il quale, nonostante la larga promozione, non ottiene il successo dei precedenti. L'album viene pubblicato il 27 ottobre 2008 in tutto il mondo esclusi gli Stati Uniti dove viene pubblicato solo in versione digitale il 17 febbraio 2009. Il successo di Heavy Rotation resta lontanissimo dal precedente Anastacia: vende infatti circa 300 000 copie nei primi tre mesi di uscita. In seguito vengono pubblicati il singolo Absolutely Positively e il singolo promozionale Defeated.
Il 5 marzo 2009 riceve durante la cerimonia dei Women's World Award, tenutasi a Vienna, il World Artist Award come donna che ha influenzato il mondo con la sua musica.
Il 5 giugno 2009 parte da San Pietroburgo l'Heavy Rotation Tour. Ottiene un buon successo con oltre 250.000 biglietti venduti per 35 date. Nonostante il poco riscontro sul mercato musicale, l'album viene apprezzato dal pubblico ed eletto dai lettori di Billboard il decimo miglior album del 2008.
Il 25 ottobre 2009 la band inglese Ben's Brother pubblica il singolo Stalemate, che vede la partecipazione di Anastacia. Il video per questo singolo è stato girato il 22 settembre 2009 a Londra. I Ben's Brother e Anastacia presentano la canzone live per la prima volta il 28 ottobre 2009 nella trasmissione This Morning e successivamente il 2 novembre allo O2 Shepherd's Bush Empire di Londra.
Anastacia chiude il 2009 con l'Here Come the Girls Tour, una serie di concerti-musical prodotto da Steven Howard; oltre ad Anastacia, il progetto vede presenti anche le due cantanti inglesi Chaka Khan e Lulu. Il tour, ristretto al solo Regno Unito, tocca numerose città, tra il 21 novembre e il 21 dicembre 2009. Le tre interpreti si esibiscono in famose hit britanniche degli anni sessanta e non solo.

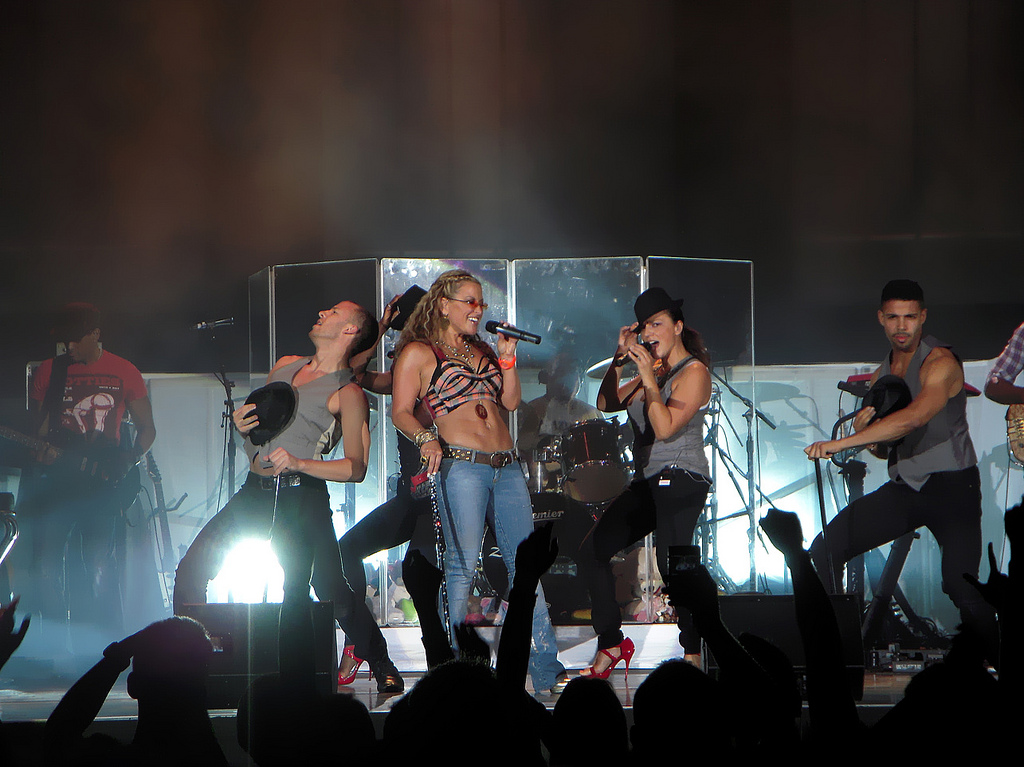
Anastacia durante la tappa dell'Heavy Rotation Tour 2009 alla Sibamac Arena di Bratislava, Slovacchia.

Nella primavera dello stesso anno è uno dei giudici insieme a Chucky Klapow, Duncan James, Tamzin Outhwaite ed Emma Bunton, al talent show inglese ispirato al programma televisivo americano Glee, Don't Stop Believing.
L'11 giugno 2010 esce il singolo Safety interpretato da Dima Bilan in duetto con Anastacia, presentato in anteprima durante i Muz-TV Awards in Russia. Il video della canzone è stato interamente girato in Russia.
A luglio 2010 lascia la Universal. Il 17 settembre 2010, in occasione del suo quarantaduesimo compleanno, pubblica un nuovo duetto, Burning Star, in collaborazione con la cantante belga Natalia, per promuovere la serie di concerti Natalia Meets Anastacia che si è svolta nel gennaio 2011. La location degli spettacoli è lo Sportpaleis di Anversa. Vengono programmate quattro date e in meno di 12 ore vengono venduti più di 20000 biglietti. Registrano il tutto esaurito in poco tempo e aggiungono due date supplementari per soddisfare la richiesta.
Il 13 novembre dello stesso anno si esibisce nella Repubblica Turca di Cipro del Nord: in occasione del suo arrivo vengono sventati diversi attacchi terroristici nei suoi confronti. L'evento ha generato molte polemiche e Anastacia era nel mirino delle pressioni dei greco-ciprioti che pensavano che la sua performance avrebbe prestato la legittimità politica alla Repubblica Turca di Cipro del Nord (Questione di Cipro). Prima dell'inizio del concerto si è verificato un tentativo di sabotaggio.

### 2012:It's A Man's World
Nel giugno 2012 è giudice nell'edizione inglese di The X Factor durante le audizioni a Glasgow.
L'8 luglio si esibisce durante il White Nights Festival a San Pietroburgo, in Russia, canta alcuni dei suoi successi e dopo sei anni torna sul palco insieme ad Eros Ramazzotti cantando I Belong to You (Il ritmo della passione). Il 17 settembre viene annunciata la sua nuova casa discografica, la BMG Rights Management, e che il contratto prevede l'uscita di un album di cover rock maschili prevista per il 9 novembre 2012 dal titolo It's a Man's World e un album di inediti.
L'album di cover viene pubblicato solo in Austria, Belgio, Germania, Paesi Bassi e Svizzera, mentre nel resto del mondo solo in formato digitale. I brani da reinterpretare sono scelti da Anastacia e dal produttore statunitense Glen Ballard. Dall'album vengono estratti il singolo Best of You, il cui video è stato girato a Barcellona e il singolo promozionale Dream On. Il 16 dicembre 2012 la cantante entra a far parte della Munich Olympic Walk Of Stars tra le leggende della musica. Per la promozione dell'ultimo album prende parte al Night of the Proms. Un tour-festival che si svolge in tutto il nord Europa nei mesi di settembre, novembre e dicembre. Nella primavera del 2013 è prevista la partenza del suo tour in supporto dell'album di cover, il It's a Man's World Tour.

### 2013: il secondo cancro al seno
Il 28 febbraio 2013, tramite un comunicato sul proprio sito, Anastacia annulla tutte le date del tour e gli impegni previsti a causa di una diagnosi che confermò un secondo cancro al seno, questa volta il destro. La cantante subisce una delicata operazione durata dieci ore, seguita da una lunga riabilitazione. La somministrazione di forti antidolorifici la porta in un periodo di severa depressione.
Il 20 luglio 2013, dopo quasi un anno di assenza, annuncia di essere guarita per la seconda volta. Nell'ottobre dello stesso anno, in occasione del mese della lotta contro il cancro, la cantante dichiara di essersi sottoposta ad una doppia mastectomia utilizzando un flap al Latissimus Dorsi, scelta dettata dall'impossibilità di riutilizzare i suoi tessuti indeboliti dalle radiazioni.
Il 7 novembre 2013 fa la sua prima apparizione pubblica al GQ Men Of The Year Awards, dove le viene consegnato l'Humanitarian Award per l'impegno con la sua fondazione The Anastacia Fund. Diventa la seconda donna al mondo ad aver ricevuto il premio, dopo Annie Lennox. Durante la cerimonia si esibisce con Paid My Dues e Left Outside Alone.

### 2014: il ritorno conResurrection

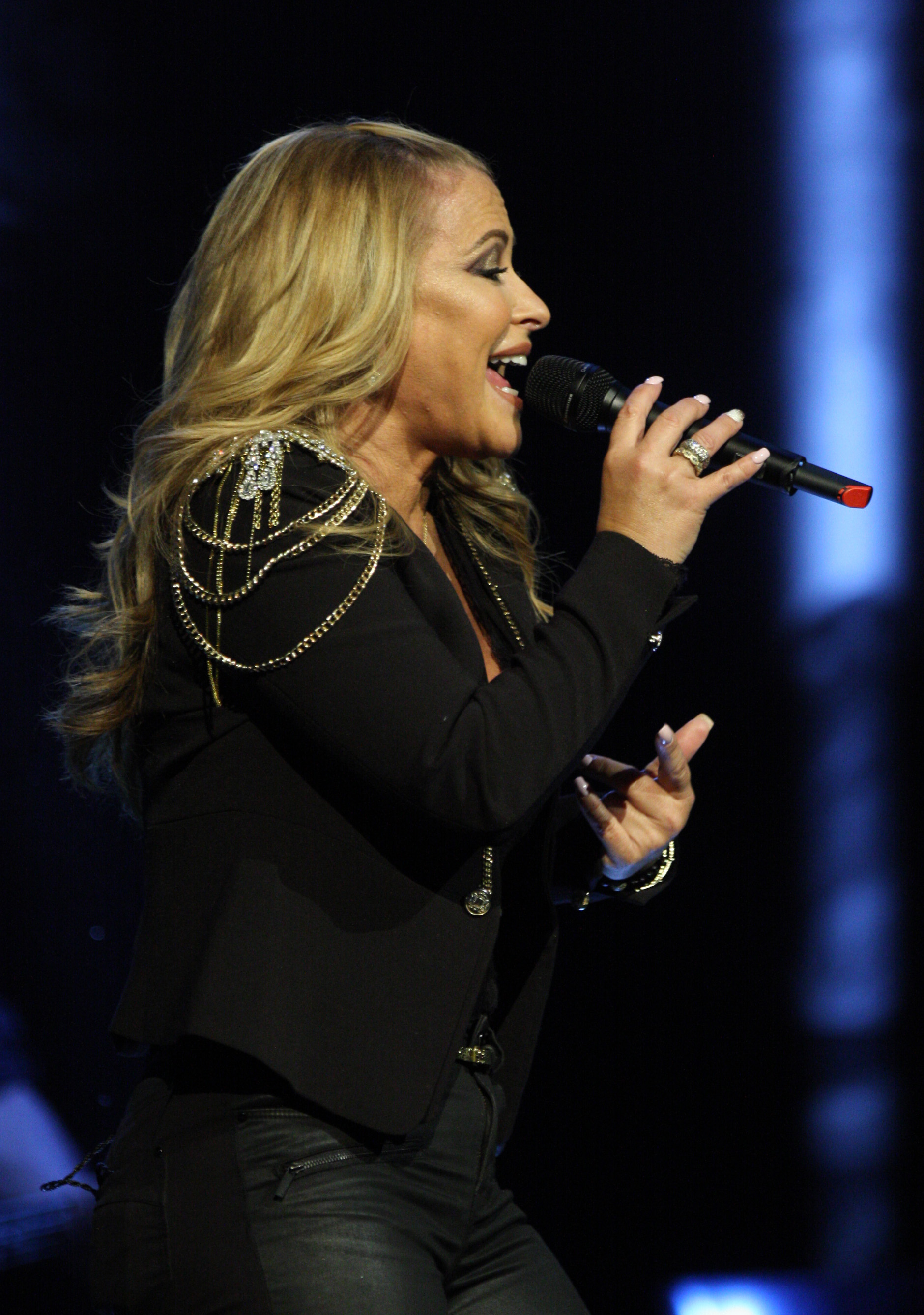
Anastacia durante la tappa del Resurrection World Tour 2015 a Sydney, Australia.

Nel marzo 2014 la cantante annuncia il titolo del suo nuovo album, Resurrection.
Il 4 aprile 2014 l'artista pubblica il singolo Stupid Little Things, che anticipa l'uscita del nuovo album. Il brano viene accolto positivamente dalla critica musicale e dal pubblico.
Il 22 agosto 2014 si esibisce dando il via alla notte del Manchester Pride, uno degli eventi più importanti al mondo nel supporto della comunità LGBT. Successivamente diventa un giudice del talent show Rising Star nella versione tedesca.
Il 1º settembre 2014 viene pubblicato il secondo singolo dell'album, Staring at the Sun lanciato in tutta Europa esclusa l'Italia. Il brano riscuote un tiepido successo in molti paesi. Il 5 settembre 2014, solamente in Italia viene pubblicata la ballata Lifeline. A ottobre 2014, da Bruxelles, prende il via il Resurrection Tour, che tiene impegnata l'artista fino al 28 agosto 2015.

### 2015-2016: la raccoltaUltimate Collectione il primo album live
Dal 17 al 31 agosto il museo ceco Bohemian Crystal Touch presenta l'opera d'arte dedicata all'artista durante l'Expo 2015 di Milano nel padiglione della Repubblica Ceca.
Il 27 luglio 2015, mentre la cantante è ancora impegnata nel tour, viene ufficializzata la notizia del suo ritorno alla Sony. Nella stessa occasione è annunciata l'uscita di un nuovo greatest hits dal titolo Ultimate Collection, contenente 17 dei brani più celebri dell'artista più due inediti: Army of Me e Take This Chance. La pubblicazione è prevista per il 6 novembre 2015 con un tour mondiale a seguire.
Il 28 settembre 2015 viene presentato in anteprima sulla BBC Radio 2, Take This Chance, primo estratto da Ultimate Collection; il brano ottiene un moderato riscontro a livello internazionale.
Il 17 marzo 2016 esce su Android e ios la sua personale applicazione "Anastacia", in collaborazione con SecondScreen. Si tratta di un'app che colma il divario tra Anastacia e i suoi fan, consentendo loro di interagire direttamente sulla piattaforma. Gli utenti possono condividere contenuti video e foto, partecipare a concorsi, acquistare biglietti e merchandising e tenersi aggiornati su tutti gli eventi del tour. Parlando dell'app, Anastacia dice: "Sono così entusiasta di avere la mia app pronta e funzionante per il tour! Questo è un mondo completamente nuovo per me. Ho passato del tempo a sviluppare l'app con alcune persone straordinarie per offrire a tutti coloro che si iscrivono un'esperienza davvero speciale. Ci divertiremo molto, non vedo l'ora!!! Tech-Astacia sta raggiungendo persone reali!"
Il 6 novembre viene pubblicato Ultimate Collection e l'artista inizia la promozione a partire dal Regno Unito dove, per la sesta volta nella sua carriera, entra nella top 10 degli album più venduti della settimana piazzandosi al settimo posto; il disco scala le classifiche in molti paesi. Entra nella top 30 anche in Italia, dove esordisce al ventisettesimo posto tra gli album più venduti della settimana. Il 17 novembre 2015 vengono pubblicate le prime 24 date europee (poi diventate 60) dell'Ultimate Collection World Tour in partenza il 3 aprile 2016. Pochi giorni dopo viene aggiunta una data a Parigi in seguito agli attentati del 13 novembre 2015. Il 4 dicembre 2015 viene pubblicato il brano Who's Loving You del gruppo spagnolo Auryn che vede la collaborazione di Anastacia. La canzone è inclusa nell'album della boy band Ghost Town e il 6 dicembre viene riprodotta simultaneamente, dalla radio 40 Global Show, in 11 paesi: Argentina, Cile, Colombia, Costa Rica, Ecuador, Spagna, Guatemala, Messico, Panama, Paraguay e Repubblica Dominicana.
Il 24 gennaio 2016 la Warner Music Messico annuncia l'imminente pubblicazione del video musicale del duetto Who's Loving You.
Il 3 aprile 2016 prende il via da Padova l'Ultimate Collection World Tour che vedrà impegnata la cantante fino ad agosto 2016. Dopo pochi concerti si trova costretta a rimandare quattro date, due in Svizzera e due in Germania, a causa di un'infezione alle vie respiratorie.
Successivamente prende parte come concorrente al programma di danza britannico Strictly Come Dancing.  Nell'agosto 2016, durante le prove per la seconda puntata del programma, è vittima di un infortunio riguardante lo strappo di una delle cicatrici sotto l'ascella destra lasciatole dalla mastectomia.
Nonostante la limitazione si esibisce ugualmente e continua a gareggiare con le dovute precauzioni.
Il 30 ottobre, alla sesta puntata, viene eliminata per un Jive poco apprezzato e il 31 ottobre annuncia le prime date, nel Regno Unito, del proseguimento dell'Ultimate Collection Tour 2017. Successivamente vengono aggiunte altre date nel resto del mondo.
Il 19 novembre 2016, a Londra, è ospite della settima edizione del The Global Gift Gala dove le viene consegnato dall'attrice Eva Longoria il premio The Global Gift Our Heroes Award in riconoscimento del suo impegno filantropico e dei suoi successi professionali che le hanno conferito lo status di eroina dei nostri tempi.
Il 16 dicembre esce il suo primo album live sulla piattaforma musicale PledgeMusic. Si intitola A 4 App in quanto contenente esclusivamente brani votati sulla sua App e poi eseguiti live durante l'Ultimate Collection World Tour.

### 2017-2019:Evolutione il musicalWe Will Rock You

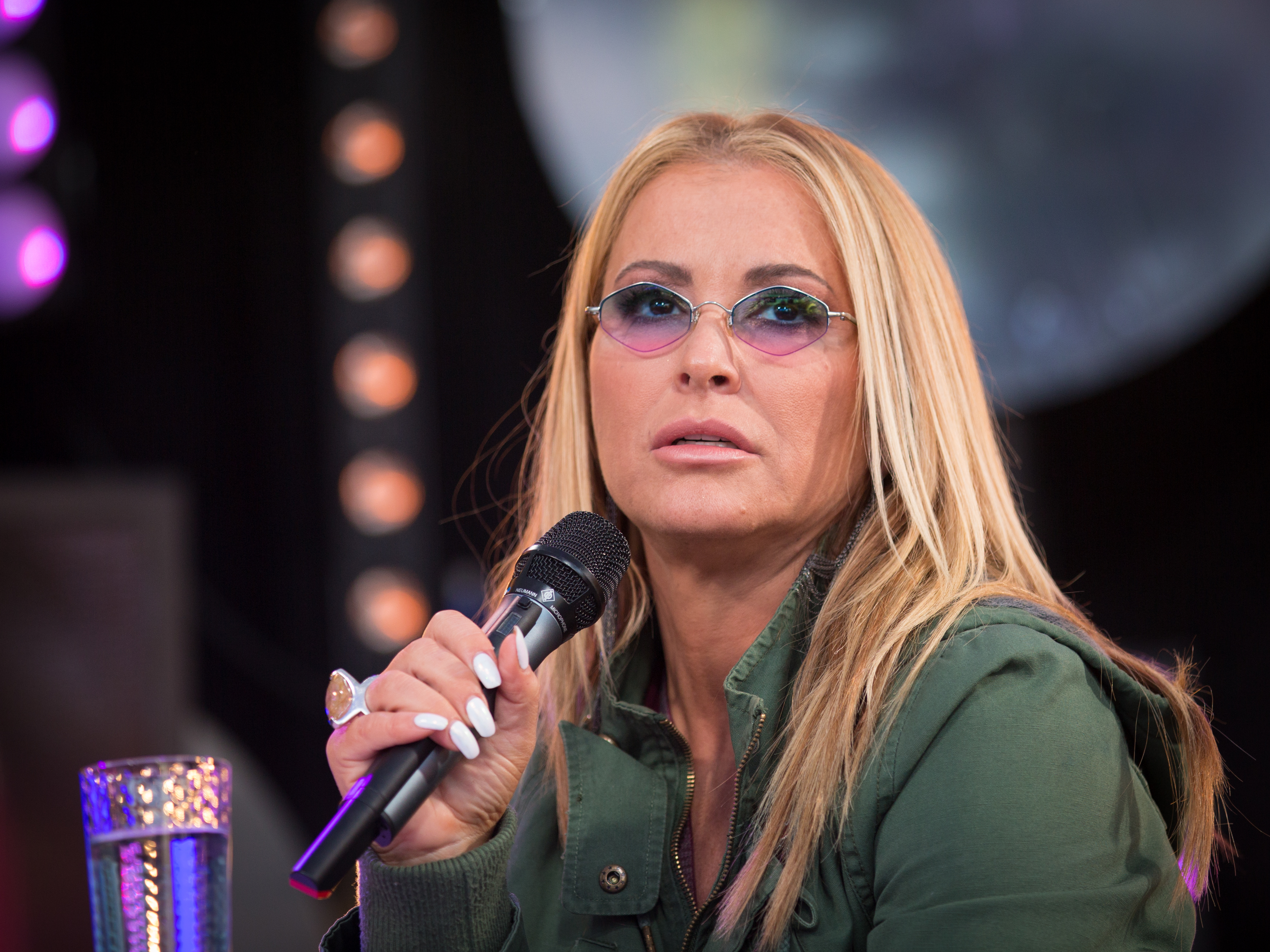
Anastacia durante lo show SWR3 New Pop Festival nel 2017 a Baden-Baden, Germania.

Durante la primavera del 2017, la cantante pubblica due album live, Live at the O2 Apollo Manchester 2017 e Live at the Eventim Apollo Hammersmith 2017, registrati durante l'Ultimate Collection Tour, pubblicati rispettivamente il 29 maggio e il 12 giugno presso la piattaforma musicale PledgeMusic.
Il 28 luglio 2017 Anastacia pubblica Caught in the Middle, singolo che anticipa il suo settimo album in studio. L'album, intitolato Evolution, viene pubblicato il 15 settembre 2017. Il 19 aprile 2018 inizia da Utrecht il The Evolution Tour.
Il 4 ottobre 2018 viene pubblicato Another Night, singolo di Alex Christensen in collaborazione con Anastacia e The Berlin Orchestra. Il 25 dicembre 2018 Anastacia prende parte al 26º Concerto di Natale in Vaticano.
Il 23 gennaio 2019 la cantante annuncia che prenderà parte al musical We Will Rock You recitando nel ruolo di “Killer Queen“, personaggio ispirato all'omonima canzone. La sua presenza è programmata esclusivamente per gli spettacoli di Amsterdam e l'Aia che hanno luogo dal 6 dicembre 2019 al 5 gennaio 2020. Successivamente è impegnata in Nuova Zelanda con il proseguimento del suo tour.

### 2020-2022: il ritorno live conI'm Outta Lockdown - The 22nd Anniversary Tour
Il 29 maggio 2020, insieme ad Avril Lavigne, Dua Lipa, Jason Derulo, Leona Lewis e molti altri artisti, prende parte all'OHM Live, innovativo evento di beneficenza in streaming della durata di 24 ore, per raccogliere fondi da destinare ai soccorsi internazionali COVID-19.
Nel giugno 2021 si sottopone ad intervento chirurgico per il riposizionamento di due dischi cervicali, a causa di due ernie del disco. L'operazione le lascerà una cicatrice sulla gola e delle alterazioni del tono vocale. Il 28 agosto 2021 fa a sorpresa la sua prima apparizione pubblica dall'inizio della pandemia da Covid-19, durante il Buik Rock in Belgio, improvvisando un duetto con Natalia Druyts sulle note di I'm Outta Love. Nel settembre 2021 è ospite della 78ª Mostra internazionale d'arte cinematografica di Venezia, alla prima proiezione mondiale del film American Night di cui è produttrice associata ed anche autrice e interprete della colonna sonora. Preceduta dall'esibizione del brano dell'artista, la proiezione avviene nella location del Campari Boat - In Cinema. Vince inoltre l'edizione 2021 del talent The Masked Singer Australia.
Il 23 novembre 2021 annuncia il I'm Outta Lockdown - The 22nd Anniversary Tour titolo che fa il verso al suo singolo I'm Outta Love. Le date sono programmate da settembre 2022 in poi. Il tour era originariamente previsto nel 2020 per il 20º anniversario dell'uscita del suo singolo di debutto, ma è stato ritardato a causa della pandemia da COVID-19.
Il 9 dicembre si esibisce al Dream Ball di Abu Dhabi, evento di beneficenza organizzato dal The Global Gift Gala per raccogliere donazioni da destinare alla Croce Rossa Libanese e alla The Global Gift Foundation. Dopo la performance programmata, Anastacia decide di mettere all'asta l'esecuzione di un altro suo brano, la cui offerta più alta è stata 200.000 dirham (48.000 euro).
Il 15 settembre 2022 parte dall'Arena di Campo Pequeno a Lisbona il suo I'm Outta Lockdown - The 22nd Anniversary Tour. Dopo i primi cinque concerti vengono annullate 16 date per problemi di salute dell'artista, riprogrammate nel mese di febbraio 2023.
Conseguentemente al notevole riscontro di pubblico e stampa, il tour viene esteso fino ad estate 2023.

### 2023-2024: Il progettoOur Songs
Il 2 febbraio 2023 porta la sua campagna di prevenzione contro il cancro al seno nei negozi della multinazionale tedesca ALDI, dove lancia una linea di abbigliamento chiamata Blue Motion. I proventi vengono interamente devoluti alla Brustkrebs Deutschland e.V.
Dopo 6 anni dall'ultimo lavoro in studio, il 28 aprile 2023, Anastacia pubblica il singolo Best Days, una cover liberamente tradotta in inglese del brano Tage Wie Diese del gruppo punk rock tedesco Die Toten Hosen. Il brano esordisce al 12º posto della classifica mondiale e al 5º posto della classifica europea dei brani più acquistati. Sempre il 28 aprile, la cantante annuncia l'imminente pubblicazione dell'album in studio Our Songs.
Our Songs viene pubblicato il 22 settembre; l'album è composto da versioni tradotte in inglese di canzoni pop/rock tedesche. Esordisce al 7º posto della classifica mondiale e al 2º posto della classifica europea degli album più acquistati.
Il 14 ottobre 2023, durante il più grande congresso tedesco sul cancro a Berlino, l'artista riceve l'anello del coraggio.
Dal 24 novembre al 23 dicembre 2023 prende parte per la seconda volta al Night of the Proms.
Il 21 giugno 2024 viene pubblicata una riedizione dell'album Our Songs chiamata Our Songs - Gold Deluxe, contenente tre nuove cover rispetto alla versione standard.

### 2025-presente: 25 anni dall'esordio con ilNot That Kind 25th Anniversary Tour - #NTK25
Il 12 marzo 2025 prende il via da Barcellona il tour che celebra i suoi 25 anni di carriera, il Not That Kind 25th Anniversary Tour -#NTK25.

## Vita privata
È cresciuta senza padre, col quale non ha mai voluto riallacciare i rapporti. Nel 2002 alcuni giornalisti lo rintracciano e dichiara di avere sempre ascoltato la voce di Anastacia ma non sapeva si trattasse della figlia. Muore il 13 aprile 2005 all'età di 68 anni mentre la cantante è in tour.
Dal 1994 al 2001 ha una relazione con l'attore statunitense Shawn Woods, la coppia si separa a causa dei tradimenti di Woods a cui Anastacia dedica il brano Why'd You Lie to Me. Tempo dopo, l'attore, dichiara di non essere riuscito a gestire il successo della ex-compagna. Il 5 febbraio 2003 Anastacia lo denuncia per molestie ottenendo un ordine restrittivo.
Dal 2004 al 2005 appare al fianco del presentatore tv tedesco Patrice Bouédibéla.
Nel 2007 a Huatulco in Messico, si sposa con la sua guardia del corpo, Wayne Newton. Il 26 aprile 2010 chiede il divorzio per "incompatibilità di carattere".
È sostenitrice dei diritti gay e favorevole all'adozione e al matrimonio tra persone dello stesso sesso.
Insieme alla sorella Shawn, è tutrice legale del fratello Brian, affetto da autismo di livello 2.

### Posizione politica
(Anastacia nel 2004 in un intervista per la Repubblica.)
Inizia a dedicarsi alla politica dalle elezioni del 2004 rivelando di votare per il candidato John Kerry.
Anastacia ha dichiarato più volte di essere legata al Partito Democratico Americano approvando pubblicamente il 44º presidente degli USA Barack Obama e il 46º presidente degli USA Joe Biden e la vicepresidente Kamala Harris. Ha inoltre dichiarato pubblicamente il suo dissenso verso il Partito Repubblicano Americano e, in particolare, verso il 43º presidente degli USA George W. Bush e il 45º presidente degli USA Donald Trump.

## Abilità artistica
(Dal comunicato Sony Music BMG, 2014.)

### Voce
(Hannah Ewens, The Independent, marzo 2025.)
Definita «un miracolo» da MTV Asia, in quanto tipicamente appartenente a persone afroamericane, la voce di Anastacia è considerata una delle più potenti al mondo.
Soprannominata "La bianca dalla voce nera" e "The little lady with the big voice" ("La piccola donna dalla voce grande"), sin dal primo ascolto viene paragonata ad artisti come Tina Turner, Chaka Khan ed Aretha Franklin.
Quando nel 1999 gira per la prima volta in radio la sua voce, le viene attribuita l'immagine di una grassa donna nera. Alla pubblicazione del videoclip della hit I'm Outta Love, il mondo rimane esterrefatto in quanto "avevano davanti ai loro occhi una piccola donna bianca e bionda".
Elton John, nel documentario della BBC dedicato ad Anastacia, descrive così il primo ascolto della sua voce:
Dotata di una potente voce di petto, molti esperti attribuiscono alla cantante la vocalità di un soprano drammatico. Tuttavia, per la sua abilità inusuale nel toccare note molto gravi e note molto acute, rimane difficile identificare la sua effettiva estensione vocale. Il suo registro è scuro e potente, possiede un vibrato contemporaneo e allo stesso tempo versatile.
La voce di petto è incisiva e roboante, capace di estendersi fino alla quinta ottava con apparente facilità, mentre la voce di testa risulta sia morbida ed operistica che solida ed acuta. Non possiede un registro di fischio.
Un'ulteriore caratteristica tecnica che la rende concretamente unica e inimitabile nel panorama musicale, consiste nella capacità di arrivare a mantenere note molto alte senza l'uso del falsetto. La più alta raggiunta dall'artista è un E6 in piena voce di petto, ad oggi una nota toccata esclusivamente attraverso il registro di fischio, mentre la più bassa è un B♭2. La più alta avvalendosi del falsetto è un C7.
Il New York Times la descrive come "un'artista carismatica e un fenomeno vocale"; La rivista Cove l'ha inserita nella lista dei cento migliori cantanti pop di tutti i tempi.
Christa D'Souza del quotidiano australiano The Age, dopo aver intervistato la cantante, scrive:
Tra i suoi più grandi estimatori dall'inizio della sua carriera, anche i colleghi Mariah Carey, Elton John, Beyoncé, Kelly Rowland, Michelle Williams, Patti LaBelle, Michael Jackson, Sharon Osbourne, Lionel Richie.
La casa discografica Universal considera la voce dell'artista come la più inconfondibile della scena pop mondiale.
Anastacia afferma di non aver mai preso lezioni di canto ma di aver solamente, da autodidatta, dovuto imparare a dosare il suono della sua voce.
Luciano Pavarotti ha sempre dichiarato che la sua tecnica fosse impeccabile, quindi rimase sorpreso nell'apprendere che l'artista non avesse ricevuto alcuna formazione.
Joe Yong-hee del quotidiano nazionale sud coreano Korea JoongAng Daily scrive:
Nel marzo 2025, Paula Cocozza, intervista l'artista per il The Guardian:

### Temi
Quasi tutti i brani da lei cantati sono scritti di suo pugno.
Lo stile di scrittura è dettato dalla sua "filosofia di vita", nata dalla malattia che l'ha colpita da bambina, la malattia di Crohn. I medici, consigliandole di esternare ciò che provava, ai fini di ostacolare la malattia, posero in lei una personalità forte che necessitava di esprimersi tramite canzoni e testi.
Le tematiche riscontrate nei suoi testi sono dei racconti di forza e indipendenza esclusivamente autobiografici. Esperienze positive e negative vissute dall'artista che si fa portavoce di ottimismo e passionalità. Le parole utilizzate rispecchiano le variegate sfaccettature della cantautrice che vanno a creare dei testi personali ma contemporaneamente ispirazionali.
Il concetto che più spesso sottolinea nelle sue opere riguarda la demolizione dell'oppressione individuale dovuta dalla smaniosa necessità sociale di categorizzare l'essere umano. Colloca al primo posto l'unicità caratteriale e spirituale della persona, evidenziando quanto sia complicato vivere in una collettività che impone le proprie etichette.
Inneggia alla libertà di espressione ed esorta l'ascoltatore ad emanciparsi semplicemente prendendosi la propria possibilità di essere.
Sprona all'abbattimento degli stereotipi di genere mandando messaggi di inclusione, ma soprattutto di resilienza a tutti gli ostacoli che la vita pone d'innanzi al percorso.
Molti critici sottolineano come in ogni suo album sia presente almeno un brano manifesto contro guerra e violenza, in difesa dei bambini e degli esseri più deboli ed emarginati.
Altri esperti rimarcano il coraggio dell'artista nel biasimare i potenti, responsabili troppo spesso di catastrofi umanitarie, condannando il disinteresse e l'indifferenza che essi trasudano.
(da I Do in Anastacia, n. 6)

### Influenze e stile musicale

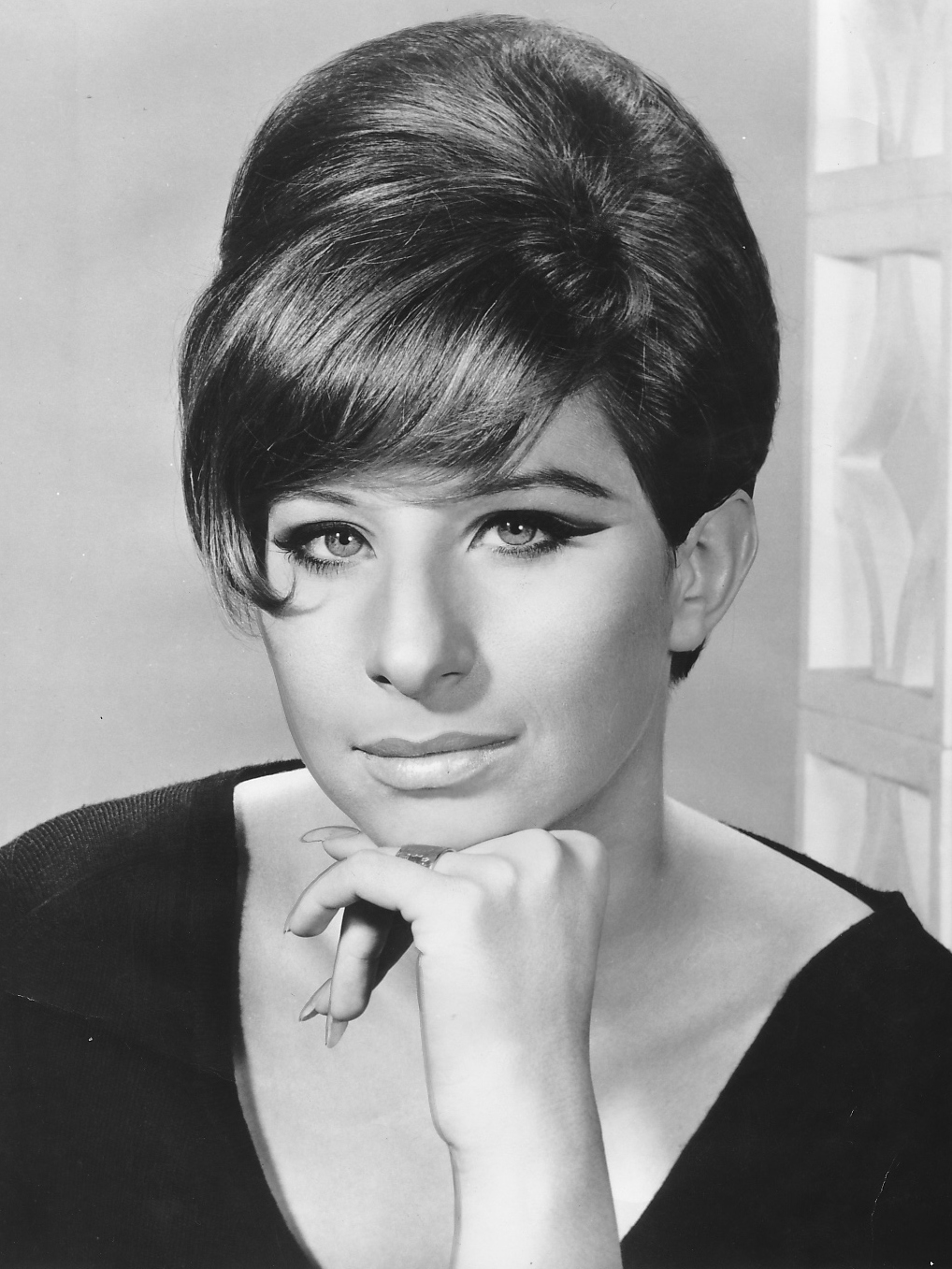
Barbra Streisand, una delle maggiori ispirazioni di Anastacia

In diverse interviste Anastacia afferma di non essere stata specificatamente influenzata da artisti in particolare, la sua musica rappresenta il suo personale modo di vivere liberamente la vita, esprimendo se stessa, senza preoccuparsi dei possibili riscontri. Tuttavia durante la sua infanzia e adolescenza molti sono i suoni che vengono a sua conoscenza. Da bambina impara a memoria, insieme alla sorella, tutto il musical rock Hair, che puntualmente recitano nel salotto di casa. Durante l'adolescenza rimane colpita da molte sonorità che si distanziano nettamente dal clima di Broadway nel quale lavorava la madre. L'album omonimo del cantautore statunitense Prince diventa un punto di riferimento per l'artista che lo descrive "rilassante e intriso di tristezza". Vivendo a New York durante i suoi 20 anni, è stata influenzata da molta musica latina, specialmente dalla cantante brasiliana Astrud Gilberto, una delle artiste di Bossa nova che ha continuato ad ascoltare nel corso degli anni. Durante i primi anni di carriera, iniziando a viaggiare, si imbatte in musica di altre nazionalità. Pur non capendo il significato dei testi, rimane stupita dalla potenza della melodia. Tra questi anche il cantautore italiano Pino Daniele. Invece, sono stati fondamentali durante tutta la sua vita, Elton John e Barbra Streisand, forse gli unici due artisti per i quali nutre totale ammirazione non solo nel campo artistico.
Anastacia ha iniziato la sua carriera con uno stile soul-gospel, evolutosi poi in un pop-soul e maturatosi negli anni in un genere più rock, ma allo stesso tempo anche soul e pop. La miscela di questi tre generi, è stata definita dalla cantante con la parola "sprock", un misto tra soul, pop e rock.
Nel suo primo album molte sono le sfumature che contraddistinguono lo stile musicale. Nonostante sia il lavoro d'esordio, ci si trova davanti ad un genere difficile da catalogare, come per ogni fatica discografica dell'artista negli anni successivi. Un misto di ballate e di "groove neri", influenze dal funk e sapori rock mescolati al classico stile Motown con sprazzi di dance anni '70 e pop del 2000.
Il secondo album non si distanzia molto dal precedente. Rimane fedele alla miscela di funk, soul, pop e rock con l'aggiunta, in alcuni casi, di suoni più esotici caratterizzati da chitarre acustiche, trombe e violini.
Nel suo terzo album, nuove ispirazioni le vengono dalla battaglia contro il cancro che l'ha accompagnata durante tutta l'incisione. Matthew Chisling di Allmusic ha così commentato il lavoro della cantante: «L'album Anastacia è stato scritto, registrato e prodotto durante la diagnosi e la lotta contro il cancro al seno, che l'ha aiutata a creare un lavoro più personale e doloroso che si sposa perfettamente con la sua voce unica. Tutto ciò si può riscontrare bene nei pezzi Left Outside Alone, in cui rimprovera l'ascoltatore con grida di frustrazione in un sound pop rock, e Heavy on My Heart, una ballata lavata nel dolore, nell'amore, e in suoni roboanti». Abbandona lo stile spensierato dei lavori precedenti e si dedica ad una ricerca sperimentale capace di poter esternare la sua crescita artistica. Nasce lo "sprock" che vede alternarsi anche parentesi hard rock ed R&B.
Nel quinto album in studio, Heavy Rotation, lo stile riporta vagamente al suo esordio ma molto più "antiquato" e meno vigoroso. Spicca l'R&B con accenni di techno pur mantenendo una base fedele di funk-pop coronata dal soul.
Per il primo album di cover, It's a Man's World, Anastacia ritorna sui suoi passi e riabbraccia il rock. L'album è composto infatti da sole cover di canzoni rock maschili, tra cui: Best of You dei Foo Fighters, Sweet Child o' Mine dei Guns N' Roses, Dream On degli Aerosmith e Back in Black degli AC/DC. Band fondamentali nel percorso artistico dell'autrice che sente il bisogno di reinterpretare per ritrovare la sua strada discografica.
Il sesto album in studio, Resurrection, scritto e composto durante il secondo cancro, si riavvale della presenza dello sprock e sancisce la rinascita spirituale dell'artista. Un secondo capitolo dell'album Anastacia, che se precedentemente dipingeva una ragazza apparentemente aggressiva ora descrive una donna matura e consapevole. Forti sono anche le influenze funk che da sempre appartengono alla sua musica.
Con il settimo album in studio Evolution prosegue sull'onda dello sprock e rimescola tutti gli stili degli album precedenti reintroducendo dance e gospel.

## Impatto culturale
(Dal quotidiano vietnamita Báo Người Lao Động.)
Dopo la sua prima apparizione sulle scene nel talent show di MTV "The Cut" viene subito corteggiata da grandi nomi del settore, tra cui Tommy Mottola, Michael Jackson e Doug Morris. In pochi mesi dall'esordio diventa un'icona pop planetaria, per due anni consecutivi vince ai World Music Awards il premio di artista internazionale con più vendite al mondo.
Considerata la prima artista della storia ad infrangere le barriere tra bianchi e neri nel soul, viene encomiata per avere introdotto uno stile di canto al femminile inusuale.
L'impatto della sua musica tra le giovani folle, si manifesta soprattutto nei talent show internazionali, ad oggi i suoi brani sono tra i più scelti dai concorrenti durante le audizioni. Nel 2016, Simon Cowell, si dice stufo di sentire migliaia di concorrenti cantare dei brani dell'artista, in quanto a suo parere inviolabili: «Perfavore non cantate Anastacia, è come ucciderla».
Nel 2009, durante la cerimonia dei Women's World Award, le viene consegnato da Sua Maestà la Regina Nur di Giordania, il World Artist Award per aver influenzato il mondo con la sua musica, diventando una delle artiste più rispettate della storia musicale.

### Status nella comunità LGBTQIA+
(Conor Clark del Gay Times.)
Il Gay Times la definisce una delle più grandi icone gay del terzo millennio. Nel corso degli anni partecipa a molte manifestazioni per i diritti mettendo a disposizione la sua immagine e rilasciando dichiarazioni in supporto.
La rivista The Gay UK associa il suo successo nella comunità gay all'universalità dei sui testi, intesi come inni all'amor proprio.

Il magazine spagnolo Shangay la definisce una diva gay scrivendo:
Il 26 febbraio 2025 Anastacia viene premiata con il Global Recognition Award ai primi Metro Pride Awards, un riconoscimento per il suo impegno costante e sincero a sostegno della comunità LGBTQ+. Di seguito un estratto del discorso durante la cerimonia.

## Immagine pubblica
(Forbes su Anastacia)
Dai suoi caratteristici jeans a vita bassa ai cappotti oversize in pelliccia sintetica e poi crop top, bermuda, completi in pelle, stivali con maxi zeppa e occhiali da vista colorati. Tutti capi essenziali del suo guardaroba, ogni pezzo rifletteva la sua personalità vibrante e il suo senso dello stile senza scuse.
Indossando crop top, rende visibile a tutti la cicatrice lasciatale dall'operazione per il Morbo di Crohn: «Col tempo mi sono abituata alla cicatrice e ho iniziato a mostrare gli addominali. Alla fine ho abbracciato così tanto il mio corpo che ho indossato il minimo indispensabile di ciò che mi era permesso mostrare sullo schermo, praticamente dalla cassa toracica in giù.»
(Vogue su Anastacia)
I suoi outfit vengono descritti pieni di personalità e spontaneità, il suo approccio alla moda era divertente e rifletteva un'epoca in cui le celebrità non erano affiancate da grandi team glamour o stilisti, indossavano semplicemente ciò che piaceva loro e si lasciavano andare.
(Forbes su Anastacia)

### Personalità e carisma
Dall'inizio della sua carriera molti critici musicali, giornalisti e personalità dello spettacolo, si sono cimentati nel raccontare le loro impressioni e sensazioni dopo aver ascoltato la sua voce o dopo aver incontrato l'artista di persona. Spesso la sua personalità viene descritta con l'aggettivo larger-than-life, espressione inglese che sta a definire una persona molto imponente o impressionante; fuori dall'ordinario. Tante sono le dichiarazioni raccolte negli anni.
All'inizio della sua carriera il critico del Counter Culture, Sion Smith, dichiara: «Personalmente, non ne ho mai abbastanza di questa donna. Ma c'è qualcosa in Anastacia che la distingue dalla norma. Cosa sia resta da vedere nei prossimi mesi e anni, ma da osservatore occasionale, penso che sia l'anima - sapete che tipo di anima intendo - il tipo di anima che ha fatto realizzare Star Wars senza soldi, il tipo di anima che porta una squadra di calcio non professionistica alle finali della FA Cup. Il tipo di anima che dice "Sto facendo questo perché amo farlo"».
David Massey dopo averle fatto firmare un contratto discografico dichiara a Billboard: «Anastacia è percepita come questa incredibile cantante soul con abbastanza pop da risuonare in paesi in cui l'inglese non è la lingua principale. E la sua personalità più grande della vita mantiene sicuramente le persone interessate».
Carolina Sullivan del The Guardian, pubblica un'intervista dove scrive: «La schiettezza di Anastacia è sorprendente. La maggior parte delle donne nella categoria delle dive pop che cantano a squarciagola sono esperte nel non divulgare alcun "lavoro" che stanno facendo. Ma Anastacia è una diva bizzarra: ascolta attentamente le domande, è piacevolmente spensierata nelle sue risposte ed è molto tattile, anche con gli estranei». Sempre per il The Guardian, la giornalista Siobhan Grogan scrive dell'artista: «Anastacia ha il tipo di voce che senti molto prima di vederla. La sento nella stanza accanto, mentre si chiede cosa vorrebbe bere (Coca-Cola senza caffeina), mentre ordina una pizza e accarezza il suo terrier, Freak. È minuta, appena 160 centimetri, ma con la sua giacca attillata di jeans scolorita, gli alti stivali Gucci e i suoi occhiali rosa, la cantante trentenne è più grande della vita».
L'artista britannico Dave Stewart collabora con Anastacia per il suo album omonimo. Dopo la pubblicazione del disco prende parte al documentario dedicato ad Anastacia Pop and Politics, in onda sulla BBC, dove parla della cantautrice elogiandone l'empatia: «Alcuni artisti stanno in piedi sotto il riflettore, come Edith Piaf, il buio circonda il riflettore e lei canta in modo così delicato che sembra si stia trattenendo, invece altri artisti sbucano improvvisamente e afferrano il pubblico per la gola. Ciò che è sorprendente di Anastacia è che lei può fare entrambe le cose».
La cantante e attrice britannica Lulu durante il The Lulu Podcast: Turning Points dichiara: «È difficile raccontare Anastacia, perché è diversa. È unica e so che se mai fossi nei guai, potrei chiamarla e risolverebbe il problema, perché questo è il tipo di persona che è».

## Discografia

### Album in studio
- 2000 – Not That Kind
- 2001 – Freak of Nature
- 2004 – Anastacia
- 2008 – Heavy Rotation
- 2012 – It's a Man's World
- 2014 – Resurrection
- 2017 – Evolution
- 2023 – Our Songs

### Album dal vivo
- 2016 – A 4 App
- 2017 – Live at the O2 Apollo Manchester 2017
- 2017 – Live at the Eventim Apollo Hammersmith 2017

### Raccolte
- 2005 – Pieces of a Dream
- 2015 – Ultimate Collection

## Tournée
- 2001: Australian Promo Tour
- 2001-2002: US Promo Tour
- 2002: Europe Promo Tour
- 2002: Australian Promo Tour
- 2002: Eurasian Promo Tour
- 2004: Live at Last Tour
- 2005: Encore Tour
- 2009: Heavy Rotation Tour
- 2009-2010: Here Come the Girls Tour (con Chaka Khan e Lulu)
- 2010: Art On Ice (con David Garrett e Seven)
- 2010: Here Come the Girls 2 (con Heather Small e Lulu)
- 2011: Natalia Meets Anastacia (con Natalia)
- 2012: Night of the Proms (con Naturally 7)
- 2014-2015: Resurrection Tour
- 2016-2017: Ultimate Collection World Tour
- 2018-2020: The Evolution Tour
- 2022: I'm Outta Lockdown - The 22nd Anniversary Tour
- 2023: Night of the Proms
- 2025: Not That Kind 25th Anniversary Tour -#NTK25

## Filmografia

### Cinema
- All You Can Dream, regia di Valerio Zanoli (2012)
- American Night, regia di Alessio Della Valle (2021)

### Televisione
- MTV - The Cut – programma TV, 2 episodi (1998) - concorrente
- Ally McBeal – serie TV, episodi 4x16-4x21 (2001)
- MTV - A Cut – programma TV, 5 episodi (2005)
- Don't Stop Believing – talent show (2010) - giudice
- Rising Star – talent show (2014) - giudice
- Strictly Come Dancing – programma TV (2016) - concorrente
- The Masked Singer Australia – programma TV (2021) - concorrente e vincitrice

## Teatro
- We Will Rock You - Killer Queen, prodotto da Ben Elton (2019)

## Campagne pubblicitarie
- Twix (2000)
- Honda (2001)
- Dr. Pepper (2002)
- Mastercard (2011) - Testimonial Brit Award 2011
- Škoda (2012)

## Riconoscimenti
- Amadeus Austrian Music Awards
  - 2001 – Miglior artista internazionale
- Bambi Awards
  - 2002 – Miglior artista esordiente
- BRIT Awards
  - 2002 – Candidatura Artista rivelazione internazionale
  - 2002 – Candidatura Artista solista femminile internazionale
  - 2005 – Candidatura Artista solista femminile internazionale
- Danish Music Awards
  - 2001 – Miglior artista esordiente internazionale
- Diva Entertainment Awards
  - 2005 – Album musicale con più successo per Anastacia
- Echo
  - 2001 – Miglior artista esordiente internazionale
  - 2001 – Candidatura Miglior artista femminile internazionale
  - 2003 – Candidatura Miglior artista femminile internazionale
  - 2005 – Miglior artista femminile internazionale
- Edison Award
  - 2001 – Miglior artista esordiente internazionale
  - 2002 – Miglior artista femminile internazionale
- GQ Men Of The Year Awards
  - 2013 – Humanitarian Award
- Golden Camera Awards
  - 2000 – Miglior artista esordiente
  - 2002 – Miglior artista Pop internazionale
- Goldene Europa Awards
  - 2000 – Miglior artista esordiente
  - 2000 – Artista dell'anno
  - 2001 – Miglior artista esordiente internazionale
- Hungarian Music Awards
  - 2009 – Candidatura Miglior album Dance-Pop dell'anno per Heavy Rotation
- Italian Music Awards
  - 2000 – Miglior artista femminile internazionale
  - 2001 – Miglior artista femminile internazionale
  - 2002 – Miglior artista femminile internazionale
- M6 Awards
  - 2000 – Miglior artista femminile internazionale
- MTV Europe Music Awards
  - 2000 – Candidatura Miglior artista esordiente
  - 2001 – Miglior artista Pop
  - 2002 – Candidatura Miglior artista Pop
  - 2004 – Candidatura Miglior artista Pop
  - 2004 – Candidatura Miglior artista femminile
  - 2004 – Candidatura Miglior brano per Left Outside Alone
- MTV Russia Music Awards
  - 2004 – Candidatura Miglior artista internazionale
- Maxim Magazine Awards
  - 2004 – Donna dell'anno
- Marie Claire Magazine Awards
  - 2005 – Donna dell'anno
- NRJ Music Award
  - 2001 – Miglior artista esordiente
  - 2001 – Miglior canzone internazionale dell'anno per I'm Outta Love
  - 2005 – Miglior artista femminile internazionale
  - 2005 – Miglior artista Pop internazionale
  - 2005 – Miglior canzone internazionale dell'anno per Left Outside Alone
- Noordzee FM Awards
  - 2004 – Miglior artista femminile internazionale
- Nordic Music Awards
  - 2004 – Miglior artista femminile internazionale
- Radio Regenbogen Award
  - 2014 – Humanitarian Award
- Rockbjörnen
  - 2005 – Miglior artista internazionale
  - 2005 – Miglior album internazionale per Anastacia
- SWR3 New Pop Festival
  - 2017 – Pioniera del Pop
- Swedish Hit Music Awards
  - 2002 – Artista internazionale più ascoltata
  - 2002 – Candidatura Artista dell'anno
  - 2002 – Candidatura Brano dell'anno per Paid My Dues
- TMF Awards
  - 2001 – Miglior artista esordiente
  - 2001 – Miglior canzone internazionale dell'anno per I'm Outta Love
  - 2002 – Miglior artista femminile internazionale
  - 2004 – Miglior artista femminile internazionale
  - 2004 – Miglior artista Pop internazionale
  - 2005 – Miglior artista femminile internazionale
- The Children for Peace
  - 2015 – Humanitarian Award
- The Global Gift Gala
  - 2016 – Humanitarian Award
- VIVA Comet Awards
  - 2002 – Miglior artista internazionale
  - 2004 – Candidatura Miglior artista internazionale
- World Music Awards
  - 2000 – Artista internazionale con più vendite nel mondo
  - 2001 – Artista pop femminile con più vendite nel mondo
- Women's World Award
  - 2009 – World Artist Award per l'artista che ha influenzato il mondo con la sua musica
- Žebřík Music Awards
  - 2000 – Candidatura Miglior artista esordiente internazionale
  - 2000 – Candidatura Miglior artista internazionale
  - 2004 – Miglior artista femminile internazionale
  - 2004 – Candidatura Miglior personaggio internazionale
  - 2004 – Candidatura Miglior album internazionale per Anastacia
  - 2005 – Miglior artista femminile internazionale
  - 2005 – Candidatura Miglior album internazionale per Anastacia
  - 2005 – Candidatura Miglior brano internazionale per Left Outside Alone
  - 2005 – Candidatura Miglior video internazionale per Left Outside Alone
  - 2005 – Candidatura Miglior personaggio internazionale
  - 2006 – Candidatura Miglior artista femminile internazionale